# Саучесник
Саучесник је, у кривичноправном смислу, особа која заједно са другим лицем или лицима активно учествује у остварењу кривичног дела. Саучесништво може имати форму подстицања или командовања да се злочин изврши, или помагања учиниоцу да изврши злочин набављањем неопходних средстава  или уклањањем препрека. Саучесништво у ужем смислу обухвата подстрекивање и помагање.
Саучесништво не обухвата радње помагања учиниоцу након извршеног кривичног дела, осим ако нису унапред обећане. Такве радње могу бити дефинисане као посебно кривично дело, али не улазе у састав саучесништва.